# LHB-Triebwagen der Straßenbahn Stettin
Die LHB-Triebwagen der Straßenbahn Stettin waren eine Kleinserie von Straßenbahn-Triebwagen der Straßenbahn Stettin. Das heute polnische Stettin gehörte zum Zeitpunkt der Beschaffung noch zum Deutschen Reich. Hersteller der insgesamt 15 normalspurigen Fahrzeuge in Zweirichtungsbauweise war Linke-Hofmann-Busch. Die LHB-Wagen, die die vierte Generation elektrischer Straßenbahnwagen in Stettin waren, beschaffte die damals Stettiner Straßen-Eisenbahn-Gesellschaft genannte Verkehrsgesellschaft.

## Beschreibung
Die Wagen waren als zweiachsige Triebwagen mit Mitteleinstiegen konzipiert. Der Wagenkasten eines LHB-Wagens war 10.500 Millimeter lang und 2.200 Millimeter breit. Die Fahrzeuge verfügten über eine zweiflügelige Schiebetüren je Fahrzeugseite. Die Wagen hatten 24 Sitzplätze und rund 74 Stehplätze. Der Fahrgastinformation dienten in die Dachkante integrierte Linien- und Zielfilmkästen an Front und Heck. Die Stromübertragung erfolgte über einen Scherenstromabnehmer. Die Leistung der zweimotorigen Wagen betrug 72 Kilowatt. Der gesamte Wagenkasten war ursprünglich cremefarbig lackiert.

## Einsatz
Sämtliche LHB-Wagen wurden 1930 erbaut und standen schon im selben Jahr zur Verfügung. Sie verkehrten überwiegend auf der Linie 1 auch mit Niesky- und Wismar-Beiwagen.
1945 gingen die Fahrzeuge in den Bestand der Tramwaje i Autobusy Miasta Szczecina (später WPKM Szczecin) über. Sieben Wagen – die Nr. 165, 166, 168, 170, 173, 175 und 177 – wurden im Dezember 1945 nach Posen verkauft, wo sie die Wagennummern 9 bis 15 und eine neue Typenbezeichnung S2 erhielten.
Die acht in Stettin verbliebenen Wagen erhielten neue Farben. Die untere Hälfte des Wagenkastens war rot lackiert, die Fensterreihe sowie die Zwischenholme dagegen weiß. 1959–1960 erfolgte ein Umbau der verbliebenen Fahrzeuge in Beiwagen, die die Nummern 516 bis 521 in Zweitbesetzung sowie 524 und 525 erhielten und mit den polnischen Triebwagen der Typen Konstal N oder Konstal 4N eingesetzt wurden. Sie wurden bis 1972 ausgemustert und verschrottet.

## Lieferungen
| Staat           | Stadt   | Typ    | Lieferungsjahre | Stückanzahl | Nummerierung |
| --------------- | ------- | ------ | --------------- | ----------- | ------------ |
| Deutsches Reich | Stettin | LHB    | 1930            | 15          | 165–179      |
| Summe:          | Summe:  | Summe: | Summe:          | 15          |              |